# Trie-Château
Trie-Château – miejscowość i gmina we Francji, w regionie Hauts-de-France, w departamencie Oise. W 2013 roku populacja ówczesnej gminy wynosiła 1564 mieszkańców. 
Dnia 1 stycznia 2018 roku połączono dwie wcześniejsze gminy: Trie-Château oraz Villers-sur-Trie. Siedzibą gminy została miejscowość Trie-Château, a nowa gmina przyjęła jej nazwę.